# Spoorlijn Thorigné - Courtalain-Saint-Pellerin
De spoorlijn Thorigné - Courtalain-Saint-Pellerin was een Franse spoorlijn van Thorigné-sur-Dué naar Saint-Pellerin. De lijn was 49,3 km lang en heeft als lijnnummer 506 000.

## Geschiedenis
De lijn werd in gedeeltes geopend door de Compagnie des chemins de fer de l'Ouest, van Thorigné naar Montmirail-Melleray op 2 januari 1898 en van Montmirail-Melleray naar Courtalain-Saint-Pellerin op 12 juli 1900. Reizigersverkeer werd opgeheven op 15 mei 1938. Goederenvervoer tussen Montmirail-Melleray en Courtalain-Saint-Pellerin werd opgeheven op 1 december 1955 en tussen Thorigné en Montmirail-Melleray op 31 december 1977. 
Bij de aanleg van de LGV Atlantique is een gedeelte van de voormalige spoorbedding gebruikt.

## Aansluitingen
In de volgende plaatsen is er een aansluiting op de volgende spoorlijnen:
Thorigné
lijn tussen Mamers en Saint-Calais
Courtalain-Saint-Pellerin
RFN 500 000, spoorlijn tussen Chartres en Bordeaux-Saint-Jean
RFN 558 000, spoorlijn tussen Courtalain-Saint-Pellerin en Patay